# 베로니카 - 사랑의 전설
《베로니카 - 사랑의 전설》(영어: Dangerous Beauty)은 미국에서 제작된 마셜 허스커비츠 감독의 1998년 전기 드라마 영화이다. 캐서린 매코맥, 루퍼스 슈얼, 올리버 플랫 등이 출연하였고, 세라 캐플런 등이 제작에 참여하였다.

## 줄거리
베네치아의 베로니카 프랑코는 아버지의 뒤를 이어 의원이 될 예정인 연인 마르코가 가난한 그녀 대신 외국 귀족 여성과 결혼한 뒤 장교 임관비와 혼수가 필요한 형제들을 위해 어머니 파올라의 권유로 코티즌이 되어 미모와 재치로 권력자들을 사로잡는다. 이를 질투한 마르코는 베로니카와 관계를 재개하지만 베로니카는 그대로 계속 손님들을 맞이한다. 제4차 오스만-베네치아 전쟁이 발발하자 프랑스와의 군사 동맹 성사를 위해 베로니카는 앙리 3세를 유혹한다. 
해전 중에 페스트가 베네치아를 덮치자 광신도들이 전쟁과 전염병은 퇴폐적인 도시에 내려진 천벌이라며 베로니카의 집을 공격하려 든다. 과거 베로니카와 경쟁한 음유 시인이었으며 현재는 몬시뇰인 마르코의 사촌 마피오는 베로니카를 마녀로 몰며 이단 심문을 진행한다. 전쟁에 나갔다가 돌아온 마르코는 만약 베로니카가 유죄라면 이곳에 자리한 많은 사람들도 공범이라고 꾸짖는다. 차마 권력자들을 전부 심판할 수 없는 마피오는 물러서고, 마르코와 베로니카는 평생 연인으로 남는다. 

## 출연진
- 캐서린 매코맥
- 루퍼스 슈얼
- 올리버 플랫
- 프레드 워드
- 나오미 와츠
- 모이라 켈리
- 재클린 비싯
- 예룬 크라베
- 조애나 캐시디
- 멀리나 캐너커리디스
- 대니얼 러페인
- 저스틴 미첼리
- 제이크 웨버
- 카를라 카솔라

## 기타 제작진
- 공동 제작: 파올로 루치디
- 배역: 웬디 커츠먼, 메리 셀웨이
- 미술: 노먼 가우드
- 의상: 가브리엘라 페스쿠치